# Mariánský sloup (Ústí nad Orlicí)
Barokní pískovcový mariánský sloup se nalézá od roku 1739 v centru Mírového náměstí v okresním městě Ústí nad Orlicí. Okolí sloupu je parkově upraveno s bohatou květinovou výzdobou. Sloup je od roku 1958 chráněn jako nemovitá kulturní památka ČR.

## Historie
Na místě dnešního mariánského sloupu stával dříve starší sloup, o jehož vzniku však není mnoho známo. O tomto původním sloupu se zmiňuje starší regionální literatura odvolávající se na již nedostupné prameny.
Současný barokní mariánský sloup pochází z let 1737–39 a původně jej obklopovalo kamenné zábradlí. Sloup byl umístěn na náměstí jako doklad zbožnosti a pro přímluvu na ochranu před morem, hladem a válkou. 

## Popis
Na šesti pískovcových schodech tvořících čtvercový základ pro sloup stojí v rozích osmiboké pískovcové sloupky spojené navzájem kovovým řetězem. Uvnitř nich je umístěn nízký hranolový podstavec, na kterém stojí pilíř ozdobený čtyřmi volutami a zakončený nahoře profilovanou římsou. 
Na pilíři jsou ze všech stran vytesány nápisy s chronogramy 1737. 
- K západu: A PESTE / FAME ET BELLO / LIBERA NOS / AVXILIO TVO / PIA DEI GENI / TRIX
- K severu: IS / BENEDICTA / SOLEMNITER IN / PRAESENTIA POPVLI / XV AVGVSTI
- K východu: HIC / SOCIAFAEDVS / AVSTENSIS PIIS / OPIBVS STATVAM / ERREXIT
- K jihu: DA ROBVR / FER AVXILIVM / INSIGNE PRAESSIS / VIRGO SINE LABE / SACRATA

Na římse stojí na nízkém podstavci vysoký sloup s korintskou hlavicí, zdobenou hlavami andílků. Na hlavici stojí zlacená socha Panny Marie Immaculaty, stojící na půlměsíci a hadu s pokrčenou pravou nohou a sepjatýma rukama. Kolem hlavy má svatozář složenou z dvanácti hvězd.
V roce 2015 byl mariánský sloup celkově renovován.

## Fotogalerie

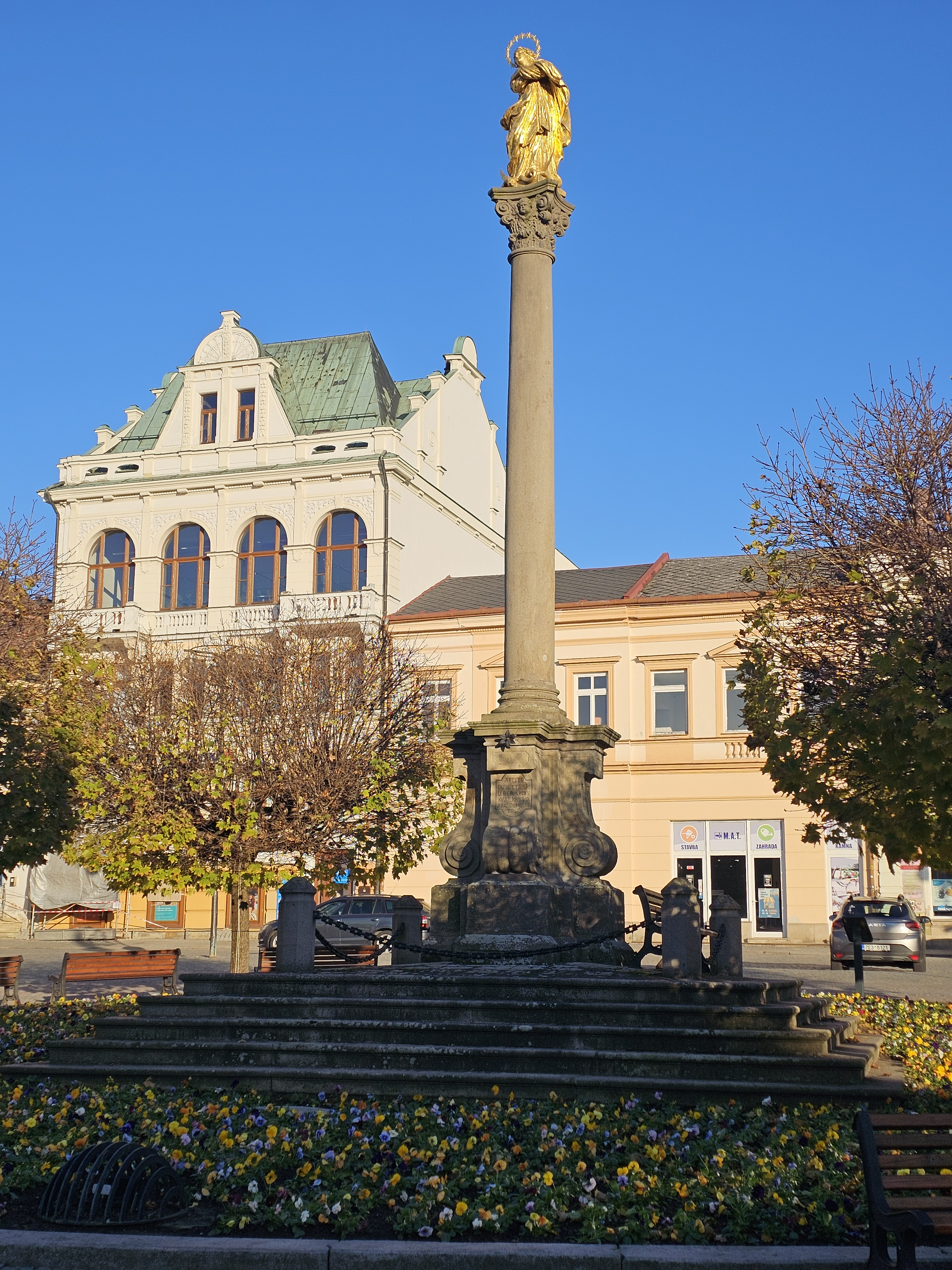
Mariánský sloup v Ústí nad Orlicí
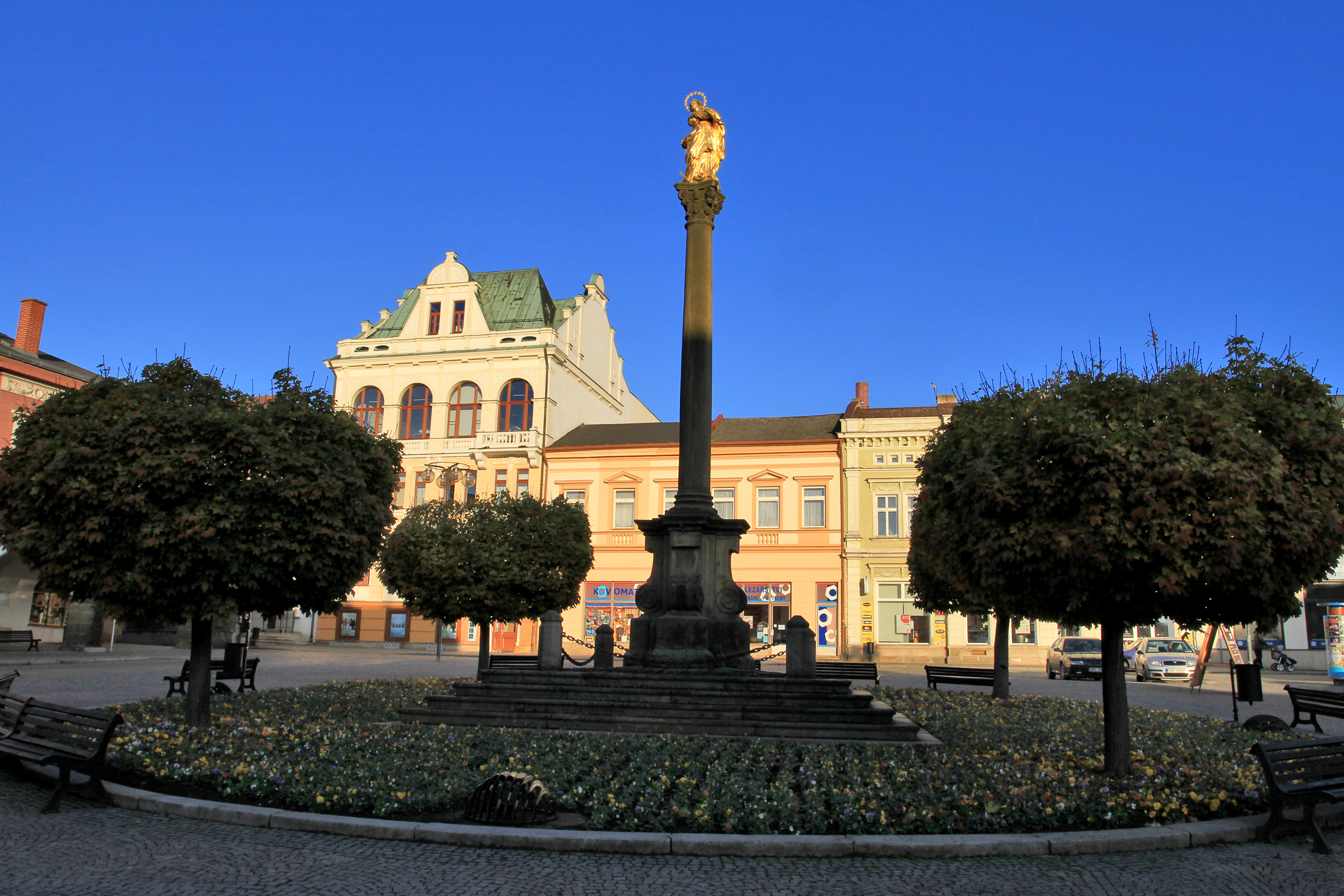
Mariánský sloup v Ústí nad Orlicí
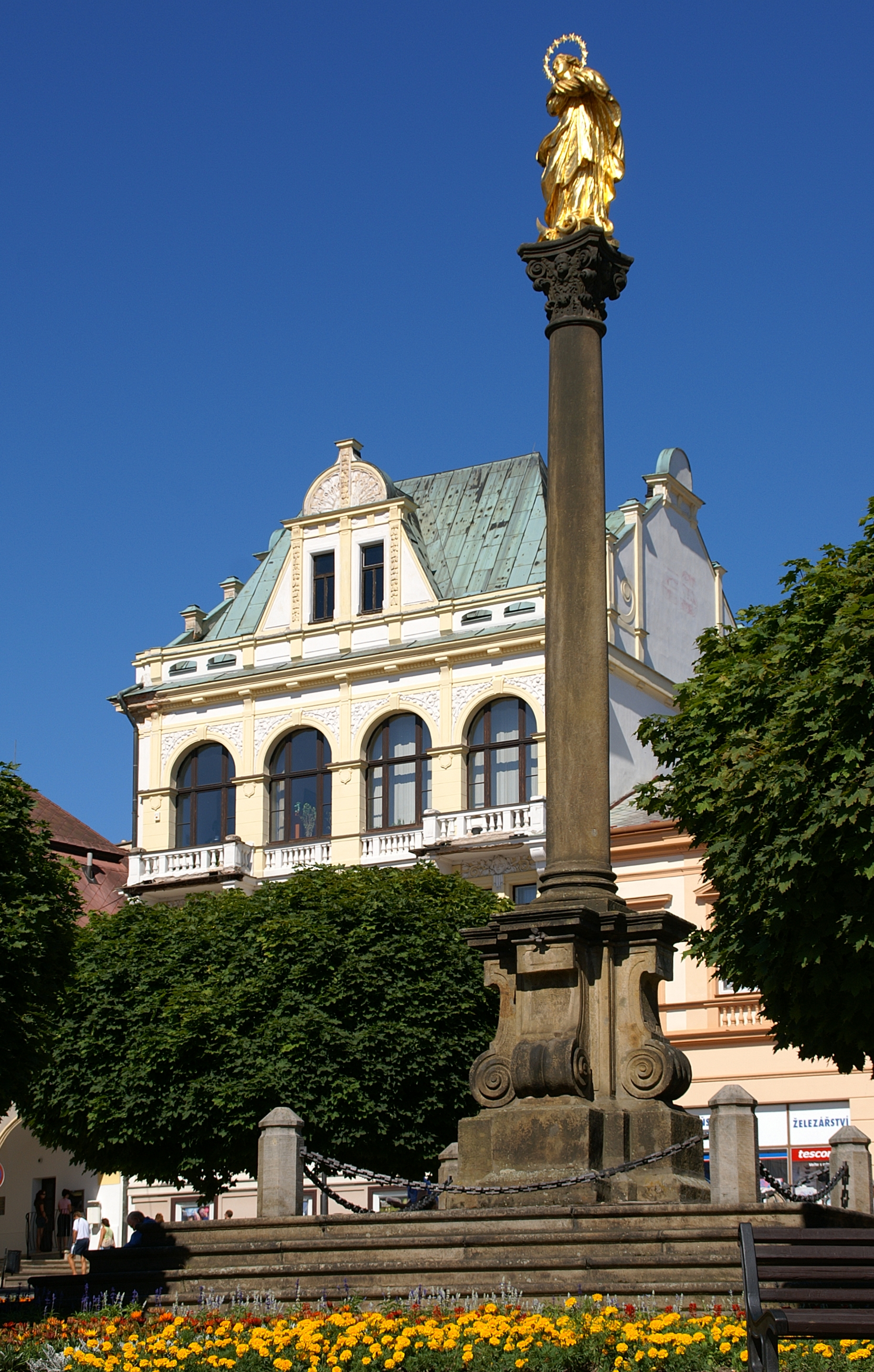
Mariánský sloup v Ústí nad Orlicí
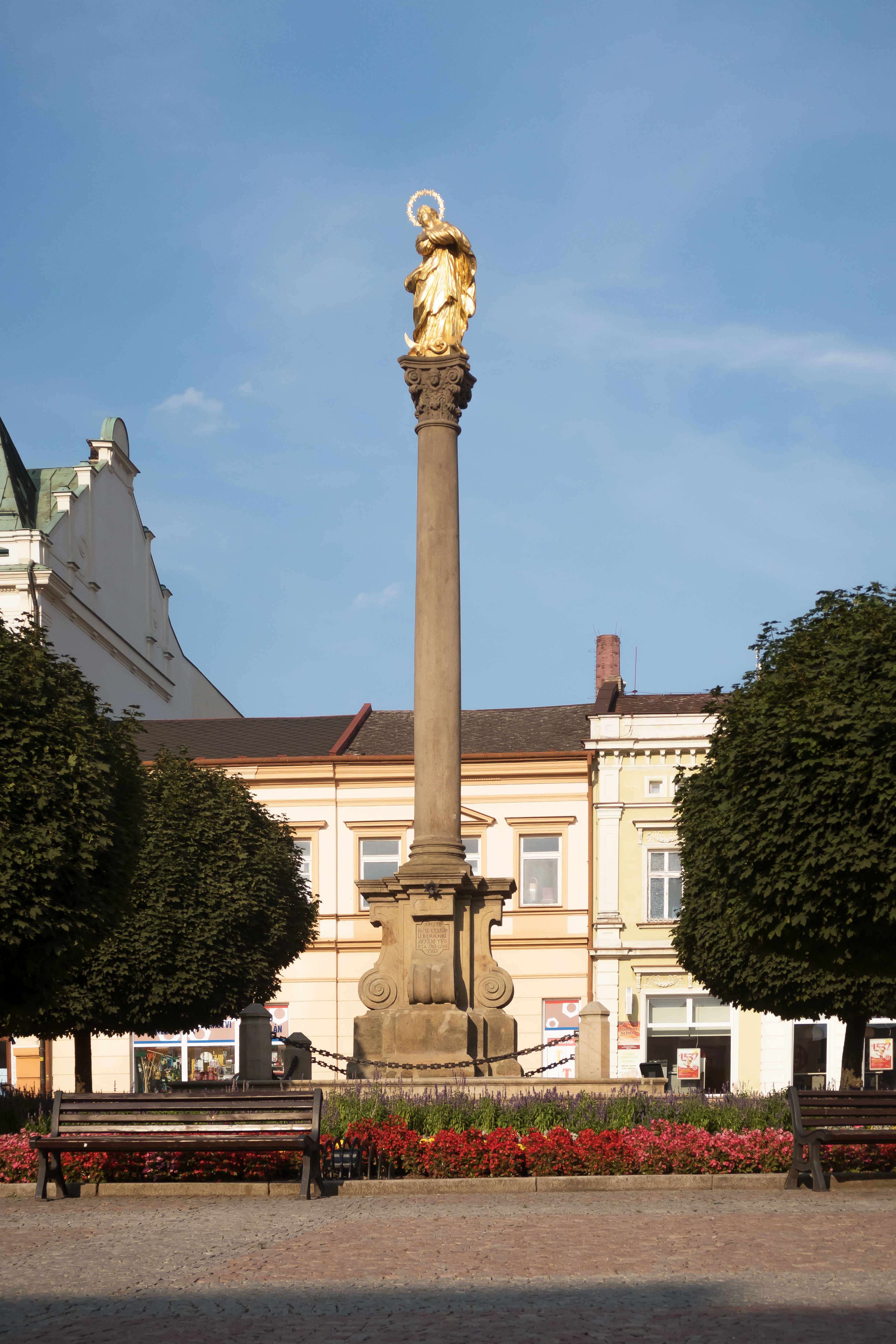
Mariánský sloup v Ústí nad Orlicí